# وادي ريغ
وادي ريغ هي منطقة في شمال شرق الصحراء الجزائرية. تضم عددًا من الواحات.
تقع في منخفض مستطيل الشكل، يبتدئ من رأس الوادي بأعالي مدينة المغير وبالضبط بمنطقة عين الصفراء بلدية أم الطيور ولاية المغير الجزائرية عند شط ملغيغ شمالا، ويمتد في شكل مستطيل على نحو 160 كلم جنوبا إلى غاية قرية قوق التابعة لبلدية بلدة عمر ولاية تقرت التي يوجد بها ضريح الولي الصالح سيدي بوحنية.
تبعا للوحدة التاريخية والعرقية لهذا الإقليم فقد حظي بكتابات بعض المؤرخين العرب والعجم أمثال ياقوت الحموي الذي سماه (الزاب الصغير) في معجمه البلدان وابن خلدون (بلاد ريغ أو أرض ريغ) وهو الذي حدد جنس سكانه يقوله (ريغة وسنجاس من بطون مغراوة وقد اختطوا قرى كثيرة في عدوة واد ينحدر من الغرب إلى الشرق، ويشتمل على مصر الكبير والقرية المتوسطة، والأطم، وقد رف عليها الشجر ونضدت حوافيها النخيل، وانسابت خلالها المياه وزهت ينابيع الصحراء وكثر في قصورها العمران، من ريغة هؤلاء، وبهم تعرف إلى هذا العهد) حيث سكن هذا الإقليم عبر المراحل التاريخية العريقة قبائل وأجناس كثيرة ومتداخلة قي أنسابها وأصولها، قسمها بن خلدون والدرجيني في كتاب الطبقات إلى ثلاث عناصر أساسية و هم عرب بنو هلال و بني سليم و الرواغة.

## سكان وادي ريغ
وتتمثل العناصر الثلاثة لسكان إقليم واد ريغ بداية بالحشاشنة أو الرواغة، نسبة إلى وادي ريغ، وهم سلالة من قبيلة زناته البربرية. ثم العرب، وهم تلك القبائل التي وفدت من مختلف الجهات خاصة الزيبان والجريد التونسي والمغرب الأقصى، إضافة إلى الذين جاءوا مع قبيلتي هلال وسليم، منهم من تمدن، ومنهم من حافظ على حياة الترحال، وأخيراً الزنوج وهم العبيد الذين جيء بهم من أعماق أفريقيا في زمن تجارة الرق، حيث كان سوق تقرت مثل ورقلة يشكل نقطة عبور هامة في هذه التجارة. ومع تعاقب العصور التاريخية والتمازج هذه الأجناس البشرية الثلاثة نتج عنصر جديد سمي بالمولودين، وهم خليط بشري بين الرواغة والعرب والزنوج، إثر التزاوج والتصاهر فيما بينهم.ويقول الشيخ عبد الحميد قادري في كتابه أنه بطول الزمن وتعاقب الأجيال اندمجت هذه العناصر الثلاثة في بوتقة واحدة، وأصبحت تشكل مجتمع واحدا متماسكا يعمر القصور والقرى على امتداد الوادي وانمحت سلسلة الأنساب، ولم يعد هناك فوارق جوهرية بين هذه الأجناس وبسبب عدم وجود آثار لحياة علمية – قد يعود ذلك لانعدام التدوين والتأريخ خلال عدة عصور وأزمان – فأن التطور العلمي بالمنطقة يكاد يرتبط بالإباضيين، الذين تشير بعض المصادر التاريخية إلى امتداد تزعمهم المنطقة إلى القرن الثامن الهجري، حيث عم في فترتهم العمران ونمت غابات النخيل وتكاثر عددها وإنتاجياتها المختلفة، كما ازدهرت العلوم، واشتهر من علمائهم رجل العلم أبو عبد الله محمد بن أبي بكر المولود عام 340 هجري ب (تنسلي) بلدة عمر أو تنعمر وهو الذي يعرفه بعض الكتاب بأنه هو الولي الصالح سيدي محمد السايح جد أولاد السايح والعالم عبد الرحمان بن معلي مؤسس طريقة الحلقة بالجامع الكبير تقرت. ومع تقدم الزمن وتميز أهالي واد ريغ بتبجيل العلماء ووضعهم موضع رفعة وإجلال، برز علماء آخرون أمثال الداعية الكبير محمد بن عبد الكريم المغيلي، الذي اعتكف بالمسجد الكبير بتقرت، يدرس ويعلم، وكذلك فعل سيدي الحاج سعيد المغراوي، دفن بتقرت الذي قام بأعمال جليلة علما وعملا، والحاج عبد الله مشيد مسجد تماسين المعروف باسمه مسجد سيدي الحاج عبد الله. وإن كانت حركة التدوين وغيابها هي المتسبب الرئيسي في انعدام أي أثر هذه الحركات العلمية فإن بعض الكتابات على قلتها لم تخل من بعض الإشارات، حيث نجد الرحلة العربي العياشي في وصفه لمدينة تقرت، يتحدث عن فقهائها ومكتبة الإمام بالمسجد الكبير، العامرة بأنفس الكتب وأثمنها وأندرها، كما خصص الشيخ إبراهيم العوامر بعض الصفحات من كتابه الصروف في تاريخ الصحراء وسوف للحديث عن مدينة تقرت حيث يقول أن أهل تقرت ومنطقتها يمتازون بانتشار الثقافة الحديثة والأسلوب الحضاري في العيش، وحبهم للعلم والعلماء فقد نشأت بهذه المنطقة منذ القديم حركات علمية وثقافية كانت نتيجة لوجود الروح الإسلامية العربية لدى أهاليها، ثم تعددت هذه الروح بفضل الصلة الثقافية العميقة الجذور عبر التاريخ المشترك بين واحة تقرت وواحة واد سوف من ناحية، وبين واحة تقرت وواحة الجريد التونسي من ناحية أخرى. ويضيف الشيخ إبراهيم العوامر أن علماء واد سوف ونفطة وتوزر كانوا يفدون أفراداً وجماعات إلى تقرت وضواحيها، ومنهم الشيخ مبارك المازقي وعثمان بن المكي من توزر بتونس والشيخ العربي العدواني، الذين كانوا يحلون سنويا بتماسين، ويجتمعوا بمحل الشيخ أحمد بوبكري الذي خصص بيتا للوافدين من طلبة العلم، كما كان له الفضل الكبير في تدريس علوم النحو والصرف والفقه والحديث والفرائض والأصول هذا إضافة إلى أسر أخرى برزت في مجالات العلمية والفقهية أمثال أسرة الشيخ أحمد الزكيزكي، صاحب دار لالة ماما التي خصصها هو الآخر لينزل بها العلماء وطلاب العلم، وكذلك أسرة بالربح التي اشتغل كثير من أفرادها في القضاء والتدريس ومن هؤلاء كثيرا تركوا أثرهم في جميع قرى الوادي.

## تاريخ

### الفترة الأولى للحكم الإسلامي
تأثرت منطقة وادي ريغ كغيرها من مختلف مناطق الجزائر بالصراعات المذهبية، حيث كانت الوثنية ضاربة أطنابها بالمغير عل بعد 100 كلم شمال مدينة تقرت في عصر الأمويين وقد مست مجموعة قبائل البربر بواد سوف وريغ. ومع التسلسل الزمني في حدود القرن العاشر انقسمت قصور المنطقة بين السنيين المتمثلين في الأغالبة والإباضية، ثم ارتبطت بالحماديين ببجاية. وبسقوط هذه المملكة تزعمت قبيلة بني هاشم الهلالية قصور واد ريغ، وتجدرو بالمنطقة أسلوب المقايضة بين الأهالي، بمنتجاتهم الفلاحية والزراعية، والبدو الرحل باللحوم والألبان الصالحين، وكان من هذه القرى سيدي سليمان، سيدي راشد، سيدي عمران وسيدي خليل وغيرها وقد عبر عن ذلك ابن خلدون حين قال : «أقام عدد كبير من ريغة في البلاد الواقعية بين الزاب وإقليم ورقلة، وشيدوا عدة مدن وقرى ومداشر على حواف وادي يسير مجراه نحو الشرق ويحيط بهذه المنطقة الحضرية أشجار النخيل تجري في وسطها ينابيع المياه. وقد كان عدد سكان هذه القصور كبيرة جداً، ولكن التناحر فيما بينهم لم يسمح باتحادهم، بل أدى إلى انقسامهم، وكل دشرة أو قرية تضم بداخلها مجموعة كبيرة من السكان متقاربين بالجوار والمصاهرة والنسب القريب، لهم أملاكهم الخاصة من النخيل والحيوانات، وأكبر هذه الأمصار يسمى تقرت، مستبحر العمران، بدوي الأحوال، كثير المياه والنخيل وبعد مدينة تقرت تماسين وهي دونها في العمران والخطة، ومعظم سكان هذين القسمين إباضية، عزابة ونكارية».
ويروى أن المنطقة عرفت فيما بعد تشرد وتشتت سكانها، وتحطم مبانيها ومزروعاتها بفعل هجمات ابن غانية خلال محاربته الموحدين، فغادر الإباضيون وعلماؤهم المنطقة، التي عرفت فيما بعد حملات المايوركي، وسيطرة الحفصيين، وغارات بني حماد، واجتياح قبائل هلال وسليم، وما خلف ذلك من محن وصعوبات، اضطرت الأهالي إلى مغادرة الإقليم نحو الجريد التونسي وفزان الليبية، وحتى إلى المشرق العربي.

### إمارة تقرت
استوطن المنطقة وافدون جدد جاءوا مع هذه الحملات من عرب وأعراب وزنوج. ونتيجة لهذه الصراعات استقل كل قصر وكل دشرة على حدى تحت إشراف شيوخ وأمراء واعيان وإشراف. واصدق من عبر عن هذه الفترة عبد الرحمن ابن خلدون حين قال: «لما تفرقت جماعتهم للتنازع في الرئاسة _ استقلت كل منهم بقصور أو بواحة ولقد كانت فيما يقال أكثر من هذا العدد أضعافا وان ابن غانية حين كان يجلب على أفريقيا والمغرب في فتنة مع الموحدين عام 597 هجري خراب عمرانها واجتث نخيلها وغور مياهها…»
بقي الإقليم إلى غاية القرن الخامس عشر ميلادي يعيش التشرد والانفصال والفوضي العارمة إلى أن عاد إليه الاستقرار والتوحد تحت راية بني يوسف الدواودة باستثناء قصر تماسين الذي ظل منفصلا عن تقرت تحت حكم بني إبراهيم الريغيين. ولكن الوضع لم يستمر على هذا الحال إذ وبعد دفع الجزية ومحاولة الانفصال عن الدولة الحفصية بتونس سنة 1439م أبا عمر عثمان السلطان الحفصي مهاجمة عاصمة الإقليم في عهد يوسف بن الحسن وبذلك انتهى عهد الاستقرار وعادت الفوضى لتعم من جديد ولم يستقر الحال إلا مع مجيء رجل يدعي محمد بن يحي الريغي دفين تقرت من قبيلة ريغة من سطيف وتزعمه إقليم وادي ريغ وسوف بعد القضاء على الخلافات التي كانت قائمة بين الشيوخ واعيان القصور الذين تمكن استمالتهم إليه وأصبحوا يمثلونه في قصورهم بما اشتهروا به من صلاح ورجاحة الرأي منهم خليل بن سالم وعمران بن محمد وراشد بن حامد ومبارك الصايم ويحي بلقاسم وسليمان بالحاج وأحمد السايح وغيرهم، وعم على إثر الأمن والهدوء بفعل تأسيس المسجد الذي حمل اسم مؤسسة سلطان واد ريغ سيدي محمد بن يحيى، الذي هو عبارة عن دار للخلافة كما أسماه الشيخ عبد الحميد قادري، يجتمع فيه الأعيان والقضاة للفصل في الخلافات وتدارس الأمور، وبذلك انمحت الفوارق.
أزدهر الإقليم بعد أن تمكن السلطان من عقد الصلح بين قبائل العرب التي كانت تجوب الإقليم بأكمله لحراسته وحمايته بما تميز به من فراسة وركوب الخيل، منها السلمية والدراسية والرحمانية وأولاد مولات وسعيد أولاد عمر وشعانبة وداي سوف والفتايت وغيرهم حتى أصبحت المنطقة وجهة للقوافل التجارية ومحطة أساسية لعبور الحجيج القادمين، سواء من الجنوب أو من الغرب والذين راق لكثير منهم الاستقرار بها وتعميرها. وبذلك عرف الإقليم توافد أعداد كبيرة من الناس لاسيما التجار القادمين من المغرب الأقصى وما كانوا يجلبونه من أصداف وجلود وأواني نحاسية واستبدالها بما تنتجه المنطقة من تمور وما إلى ذلك من المنتجات، التي يحتاج إليها الحجاج في طريقهم إلى البقاع المقدسة والعودة منها.
في هذه الظروف ظهرت أسرة بني جلاب ذات العطاء السخي بما أنعم الله عليها من بسطة الرزق، لقد كان أفرادها يتاجرون مثل غيرها من العائلات المغربية في الأصواف، وزيت الزيتون والنحاس والجلود والزرابي ومختلف المواد المنتجة بالمغرب، وكان يرأس هذه الأسرة رجل اتسم بالورع والعلم والكرم والتصدق من أملاكه في كل ذهاب أو عودة من البقاع المقدسة، إنه الحاج سليمان المريني، من أسرة بني مرين بمملكة فاس، الذي أغدق على أهالي الإقليم بعطاياه وذلك كان يفعل اتباعه حتى انهم كانوا يقرضونهم دون أن يلحوا عليهم في طلب تسديد الديون المترتبة على ذلك ومع مرور الوقت كثرت الديون في آخر عهد السلطان سيدي محمد بن يحي الذي دله ورعه وتقواه إلى خطة محكمة تجنب الرعية خطر اليهود، الذين بدأوا يستغلون هذه الظروف لصالحهم بعرض أموالهم التي جنوها من تجارة الذهب للاستدانة والتحكم في رقاب الناس، بفعل تنامي الديون والربى، ومن ثم يحتمون عليهم التنازل لهم عن أملاكهم، من نخيل ومنازل وحيوانات ويجردونهم من كل شي، بما في ذلك حرياتهم الشخصية، وللحيلولة دون ذلك ومع تنامي خطر الفقر والجفاف، الذي يكون قد أصاب الإقليم في تلك الفترة–منتصف القرن الخامس عشر ميلادي-عمد السلطان سيدي محمد بن يحي، بعد استشارة الأعيان وكبار المنطقة، إلى التضحية بمقاليد المشيخة إلى سليمان المرني، مقابل تنازل عشيرته، الأسرة المرينية الفاسية، عن مستحقاته من ديون لدى الأهالي، ومواجهة جشع اليهود بتسديد ما على الناس من أموال تجاههم. وقد عبر عن ذلك شارل فيرو بقوله كانت بوادي ريغ وسوف جماعة يرأسها محمد يجتمعون عند الرئيس محمد بن يحي فيقررون ما يهمهم –كل يدلي بما تحتاجه قريته ثم يفترقون.
وحين هلك رئيسهم المذكور ولم يستطع خلفاؤه ما كان يقوم به من مصالح وطنهم، انسحبوا من الميدان وهاجروا إلى شمال البلاد، وكان الولاء التام لهذه الآسرة تحت مشيخة سليمان المريني الجلابي منذ سنة 1445، وتولى من بعده أولاده وأحفاده طيلة قرابة أربعة قرون ونصف بدون انقطاع. ومن ثم بقي الحكم في أيدي بني جلاب، الذين عملوا على تثبيت مذهبهم المالكي مقابل الأباضي الذي عرف تراجعا كبيرا، كما تمكنوا من استرجاع الأمن والطمأنينة بعد تنظيم أمور المملكة حيث قام الشيخ سليمان بتكوين جيش من قبائل أولاد مولات وسعيد أولاد عمر وأولاد السايح، تمكن بواسطته من مد نفوذ المشيخة في بعض الحالات إلى غاية نفطة بتونس شرقا وأولاد جلال في الشمال المغربي في بداية عهد الجلالبة عرف إقليم وادي ريغ ازدهارا ثقافيا وعلميا واقتصاديا كبيرا، إذ تم جلب أصحاب الحرف والصناعات اليدوية، كما شيدت المساجد والقصور ومن أشهرها المسجد الكبير بتقرت ذي القبة المنمنمة بالفسيفساء، والمنبر الذي جلب من تونس وقد نقش عليه تاريخ صنعه وبعض الآيات القرآنية وبذلك تشير بعض المصادر التاريخية إلى ازدهار الإقليم، بفعل بناء وتشييد المساجد والمدارس القرآنية، وتطور العلم بشكل، كبير حتى أصبحت هذه المساجد تمثل مراكز للإشعاع الحضاري والفكري عمرها العلماء والمدرسون.

### فترة حكم إيالة الجزائر
تغير أمر حكام المشيخة وشاع بينهم الغدر والخداع بفعل تنامي التنافس بين الأحفاد، الذين تناسوا المشيخة وراحوا يتصارعون على العرش وصل بهم الأمر إلى العصيان والتمرد على الدايات التركية بالجزائر والسلطة المباشرة التي كانت تحت أشراف صالح رايس، الذي لم يتوان في تنظيم حملة تأديبية سنة 1552 على الإمارة لإخضاعها وحملها على دفع الجباية، وإبقائها تحت حكم الأتراك وسلطتهم المباشرة بزحفه على المنطقة بجيش ضخم حسب وصف الراهب الإسباني هايدو الذي يقول في هذا الإطار: «قرر باشا الجزائر مهاجمة تقرت بما يزيد عن 1000 فارس و3000 رجل من الرماة وقطعتين من المدافع، وبعد رحلة دامت قرابة واحد وعشرين يوما حاصر الإمارة وابتدأ بقرية انسيغة بنواحي المغير، فقتل الأهالي وانتهك الحرمات وسوى في ذلك بين الشيخ الكبير والطفل الصغير، وواصل على هذا المنوال إلى حدود تقرت مقر المشيخة التي احكم عليها الحصار، وأمر بإحضار سلطانها، الذي كان شابا يافعا لم يتجاوز عمره ستة عشر سنة، ولما عوتب على خروجه عن طاعة الباشا تبرا وارجع مسؤولية ذلك إلى القاضي، الذي كان الحاكم الفعلي، فأحضر القاضي الذي تبينت عليه الحجة وأعدم بوضعه في فوهة إحدى المدافع وأطلقت النار. وبعد أن ضمن الباشا ولاء سلطنة تقرت وورقلة ألزمها ضريبة سنوية لا تقل على ثلاثين عبدا من عبيد السودان ثم عاد إلى مقر الحكم بالجزائر»
بقيت الأمور على ذلك قرابة قرن من الزمن، لم يجرؤ خلالها أي من الشيوخ الجلالبة على معاودة الكرة ومحاولة الانفصال بالإمارة عن الحكم العثماني الذي اكتفى بتحصيل الجباية وإعلان الولاء إلى أن اعتلى العش أحد الحكام الجلالبة لم نتمكن من العثور على اسمه- وأعلن بدوره قراره بعدم اعترافه بولاء مشيخته للسلطة المركزية، مما حدى بيوسف باشا القيام بحملة ثانية سنة 1646 م استطاع خلالها أن يهزم جيش الإمارة وتغريمها بضربة سنوية لا تقل عن عشرين عبدا. وبعد حوالي قرن ونصف من الزمن قام صالح بأي بقسنطينة بتوجيه دعوة إلى السلطان الجلابي للالتقاء بزريبة الوادي قرب بسكرة، وتم إمضاء اتفاقية ولاء مشيخة تقرت لبايلك قسنطينة سنة 1787. ويبدو أن أعيان السلطنة لم ترضهم هذه الاتفاقية، فقرروا مقاطعتها، مما جعل صالح بأي يزحف عليهم سنة 1788 لكنه فشل في اقتحام مقر المشيخة رغم الحصار الذي دام 22 يوما - وفي إحدى الروايات 06 أشهر – وضربها خلالها بالمدافع حيث قرر رفع الحصار بعد أن أنهك جيشه والعودة من حيث اتى تاركا وراءه المدافع التي لم يستطع سحبها معه بسبب البرك المائية التي كانت تحيط بقصر المقارين الذي كان يعسكر به.
في عهد الحاكم الشيخ محمد بن جلاب قاد أحمد باي مملوك قسنطينة وبتحريض من حاكم بسكرة فرحات بن سعيد غارة جديدة على إقليم وادي ريغ سنة 1818 م – وفي بعض المصادر الأخرى سنة 1812 م  – وحاصر البلدة لمدة شهرين كاملين ولما عجز عن اقتحامها لجأ إلى تخريب بعض الديار واقتلاع أشجار النخيل وردم كل منابع المياه التي واجهته في طريقه. وخوفا من هلاك الأهالي بالجوع، ونفاذ مخزون الإمارة، وضياع أملاكها بسبب النهب والتدمير الذي خلفته جيوش أحمد بأي، اجتمع أعيان الإقليم ومشايخه تحت إشراف الشيخ محمد بن جلاب، وقرروا التفاوض مع الغزاة، حيث تقول بعض المصادر أنهم أرسلوا إليهم مجموعة من الأعيان يقودهم الشيخ بن جاري وتم الاتفاق بين الطرفين على ضمان دفع جزية سنوية لا تقل عن مائة قطعة ذهبية وفي مصادر أخرى وجدنا أن الشيخ محمد بن جلاب ونكاية في فرحات بن سعيد سلطان الزاب بسكرة، الذي كان يطمع في إخضاع إمارة وادي ريغ لسلطته، قد وعد الغازي أحمد مملوك بدفع مبلغ مالي مقابل تمكينه من بسط نفوذه على هذا الإقليم، حيث تشير هذه المصادر إلى أن السلطان الجلابي سارع إلى إعطاء أوامر بفتح حصنه إما أحمد بأي وخصه باستقبال حار، في محادثات أسفرت عن تعهده بضمان تقديم ضريبة سنوية قدرها مائة ريال، وهو ما كان يمثل ضعف ما وعده به حاكم بسكرة. ولتفادي هذه المواجهات عمدت أيالة الجزائر وقسنطينة إلى تشجيع النعرات القبلية والصراعات على عرش المشيخة بين أفراد بن جلاب.

### فترة الاستعمار الفرنسي
أخذت الصراعات على عرش المشيخة طيلة الأربعة قرون تتعدد وتتفرع وتتكاثر حيث كان الصراع على أشده بين الأخوة وأبناء العمومة، فمنهم من انفرد بواحة تماسين، وراح يكيل الضربات لتقرت ومنهم من استمال إليه واحة واد سوف وحتى وصل بهم الأمر إلى الاستعانة بالسلطة الاستعمارية الغازية للبلاد، التي عملت على تزكية هذا الصراع، لتواصل زحفها نحو الجزائر العميقة، ومن ثم احتلال الإقليم بداية بالمغير في 22 نوفمبر 1854 م، وبقيت تتوغل في القرى والمداشر، إلى أن دخلت تقرت وأعلنت احتلالها يوم 5 ديسمبر 1854م لتقضي بذلك على إمارة الجلابة بواد ريغ في عهد سلمان الجلابي ولتكون بذلك قد وضعت حد لحكم دام أكثر من أربعة قرون.